# Złota Gwiazda Bohatera NRD
Złota Gwiazda Bohatera NRD (niem. Goldener Stern „Held der DDR”) – wysokie odznaczenie Niemieckiej Republiki Demokratycznej, nadawane w latach 1975-1990.

## Historia
Odznaczenie zostało ustanowione 26 października 1975 przez Radę Państwa NRD na wzór Złotej Gwiazdy Bohatera Związku Radzieckiego. Gwiazda nie miała rangi orderu i była dodawana do tytułu „Bohatera NRD” (niem. Held der DDR).
Tytuł był nadawany osobom fizycznym za „bohaterskie czyny i osiągnięcia dla NRD, jej rozwoju i umocnienia, uznania i autorytetu międzynarodowego oraz obronności”. Do takich czynów należała m.in. „działalność w ruchu oporu przeciw faszyzmowi, w armii NRD i organach bezpieczeństwa”. Tytuł mógł być nadany wielokrotnie. Od 1979 roku wraz z tytułem nadawano Order Karla Marksa. Tytuł i gwiazda mogła być nadane zarówno obywatelom NRD, jak i cudzoziemcom.
Odznaczenie nadano zaledwie 17 razy, 11 osobom (6 obywatelom NRD i 5 ZSRR), co czyni je jednym z najrzadszych odznaczeń NRD.

## Oznaka
Oznaką medalu jest wykonana w złocie próby 960 pięcioramienna gwiazda. Pośrodku awersu znajduje się Godło NRD, otoczone laurowym wieńcem; od 1977 roku na wieńcu było umieszczone pięć brylantów. Na rewersie znajduje się napis pionowa gałązka lauru, otoczona napisem FŪR DEN SCHUTZ : DER ARBEITER-UND-BAUERN-MACHT : HELD DER DDR (za obronę władzy robotniczo-chłopskiej, bohater NRD)  Medal był noszony po lewej piersi na ciemnoczerwonej baretce, pośrodku której umieszczono początkowo złota pionową gałązkę lauru; od 1977 roku pośrodku baretki znajdują się trzy brylanty, zaś dwie gałązki lauru rozmieszczono poziomo po obu ich stronach. Baretki nie noszono nigdy bez gwiazdy. 
Oznaka odznaczenia podlegała zwrotowi do kancelarii Rady Państwa NRD po śmierci odznaczonego.

## Odznaczeni(pełna lista)
1. Leonid Breżniew – 13 grudnia 1976, 18 grudnia 1979, 18 grudnia 1981
2. Walerij Bykowski – 21 września 1978
3. Friedrich Dickel – 1 grudnia 1975, 9 grudnia 1983
4. Heinz Hoffmann – 28 listopada 1975, 28 listopada 1980
5. Erich Honecker – 2 sierpnia 1982, 25 sierpnia 1987
6. Aleksandr Iwanczenkow – 2 listopada 1978
7. Sigmund Jähn – 21 września 1978
8. Władimir Kowalonok – 2 listopada 1978
9. Erich Mielke – 1 grudnia 1975, 28 grudnia 1982
10. Willi Stoph – 9 lipca 1984
11. Nikołaj Tichonow – 14 maja 1985